# ワライ語版ウィキペディア

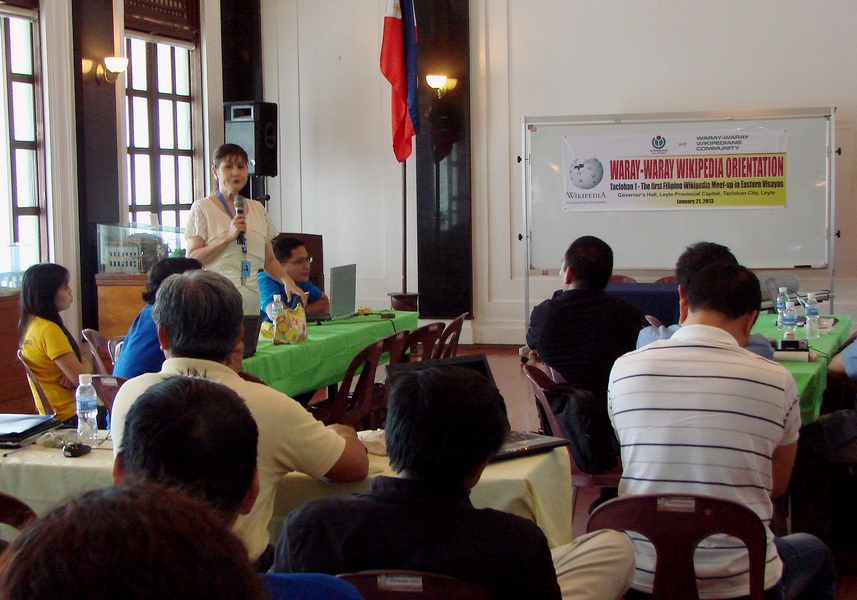
タクロバンでのワライ語版ウィキペディアオリエンテーションの様子 (2013年1月)

ワライ語版ウィキペディア（ワライごばんウィキペディア、ワライ語: Waray-Waray Wikipedia）は、ウィキメディア財団が運営する多言語百科事典プロジェクト「ウィキペディア」のワライ語版である。初めて編集が行われたのは2005年9月25日。
ワライ語版ウィキペディアの記事は、セブアノ語版と共通のLsjbotによって作成された記事が多くを占める。比較的短い記事が多く、その「記事の深さ」は3にも満たない。記事の深さとは、ページ数や編集回数などから求めた、活動規模の目安である。2014年6月8日、アジアの言語版ウィキペディアとしては初めて100万項目を達成した。2023年時点での項目数は約126万。